# Paro United FC
Paro United FC is een voetbalclub uit Paro, Bhutan.
Paro United FC speelt in de Bhutan Premier League. De ploeg speelt in het Woochu Sports Arena. De club is in bezit van Thai-Bhutan Friendship Society
BFF Academy U-19 · Paro FC · Phuentsholing United · Royal Thimphu College FC · Tensung · Thimphu City · Transport United · Tsirang FC